# Herbert Rodríguez
Herbert Mauricio Rodríguez (ur. 15 grudnia 1967) – salwadorski lekkoatleta specjalizujący się w rzucie dyskiem.
Zawodnik czterokrotnie, w 1990, 1994, 1997 i 2001, zdobywał złote medale w rzucie dyskiem na Igrzyskach Ameryki Środkowej. W 1991 zdobył złoty medal w rzucie dyskiem na Mistrzostwach Ameryki Środkowej i Karaibów w lekkoatletyce. W 1992 reprezentował swój kraj na igrzyskach w Barcelonie, zajął 31. miejsce. 

## Rekordy życiowe
| Dystans      | Wynik (s) | Miejsce   | Data          |
| ------------ | --------- | --------- | ------------- |
| Rzut dyskiem | 55.54.    | Inglewood | 28 lipca 1991 |